# Gare de Régny
Gare de Régny vasútállomás Franciaországban, Régny településen.

## Vasútvonalak
Az állomást az alábbi vasútvonalak érintik:
- Coteau–Saint-Germain-au-Mont-d'Or-vasútvonal

## Kapcsolódó állomások
A vasútállomáshoz az alábbi állomások vannak a legközelebb:
- Gare du Coteau
- Gare de Saint-Victor - Thizy